# 裘子莹
裘子莹（2000年7月12日—），中国上海人，中国羽毛球运动员，主攻女子羽毛球单打，最高世界排名第177位。
2022年9月，裘子莹在波蘭羽毛球國際賽女單決賽以21－18、21－11、21－14不敵日本的水井敏捷，獲得亚军。2023年1月6日，裘子莹在延期舉辦的2022年全国羽毛球冠军赛女单决赛中以21－12、21－16击败庄怡获得冠军。

## 主要比賽成績
只列出曾進入準決賽的國際賽事成績：
| 年份   | 賽事                     | 公開賽級別 | 項目     | 搭檔 | 成績   |
| ------ | ------------------------ | ---------- | -------- | ---- | ------ |
| 2019年 | 北港羽毛球國際賽         | 未來系列賽 | 女子單打 | －   | 亞軍   |
| 2019年 | 北港羽毛球國際賽         | 未來系列賽 | 女子雙打 | 王辉 | 準決賽 |
| 2022年 | 波蘭羽毛球國際賽         | 國際系列賽 | 女子單打 | －   | 亞軍   |
| 2024年 | 中國瑞昌羽毛球大師賽     | 超級100賽  | 女子單打 | －   | 準決賽 |
| 2024年 | 馬來西亞羽毛球國際系列賽 | 國際系列賽 | 女子單打 | －   | 準決賽 |

| 2018-2026年 | 總決賽 | 超級1000賽 | 超級750賽 | 超級500賽 | 超級300賽 | 超級100賽 | 國際挑戰賽 | 國際系列賽 | 未來系列賽 | 其他 |

## 外部連結
- 裘子莹在BWFBadminton.com（英语）
- 裘子莹在BWF.TournamentSoftware.com（英语）
- 中羽在线 （页面存档备份，存于）